# NGC 1000
NGC 1000 је галаксија у сазвежђу Андромеда која се налази на NGC листи објеката дубоког неба.
Деклинација објекта је + 41° 27' 37" а ректасцензија 2h 38m 49,7s. Привидна величина (магнитуда) објекта NGC 1000 износи 14,6 а фотографска магнитуда 15,6. NGC 1000 је још познат и под ознакама MCG 7-6-48, CGCG 539-67, NPM1G +41.0078, PGC 10028.